# Área micropolitana de Adjuntas
El área micropolitana de Adjuntas,  y oficialmente como Área Estadística Micropolitana de Adjuntas, PR µSA  por la Oficina de Administración y Presupuesto, es un Área Estadística Micropolitana centrada en el municipio de Adjuntas, en el Estado Libre Asociado de Puerto Rico. El área micropolitana tenía una población en el Censo de 2010 de 19.483 habitantes, convirtiéndola en la 4.º área metropolitana más poblada de Puerto Rico. El área micropolitana de Adjuntas comprende el municipio de Adjuntas.

## Composición del área micropolitana
- Adjuntas